# Martha Tausk
Martha Tausk (* 15. Januar 1881 in Wien als Martha Rosa Frisch; † 20. Oktober 1957 in Utrecht) war eine österreichische Politikerin (SDAP), Journalistin und Frauenrechtlerin.
Im November 1918 gehörte sie als erste Frau, noch vor der Proklamation des Allgemeinen Frauenwahlrechts, der steiermärkischen provisorischen Landesversammlung an. 1919 wurde Martha Tausk in den steirischen Landtag gewählt. 1927/28 war sie Mitglied des Bundesrates.

## Leben
Ihr Vater Moritz Frisch (1849–1913) betrieb eine kleine Druckerei, in der die ersten Nummern der sozialdemokratischen Arbeiter-Zeitung gedruckt wurden, und wurde 1900 Mitgesellschafter des Vorwärts-Verlags. Ihre Mutter gehörte dem Vorstand des Allgemeinen Österreichischen Frauenvereins an. Martha Tausk wurde dadurch frühzeitig mit den Anliegen der Arbeiter- und der Frauenbewegung konfrontiert.
Sie besuchte die Handelsschule und erhielt zusammen mit ihrem Bruder Justinian Privatunterricht von Marianne und Auguste Fickert. Während der Schulzeit war sie mit Lise Meitner befreundet.
1900 heiratete sie den späteren Psychoanalytiker Victor Tausk (1879–1919), von dem sie 1908 wieder geschieden wurde. Sie hatte zwei Söhne.
1928 wurde Martha Tausk von Friedrich Adler zur Sozialistischen Arbeiter Internationale nach Zürich geholt. Sie leitete dort das neu entstandene Periodikum Frauenrecht – Zeitung für die arbeitenden Frauen der Schweiz.
Sie floh vor der Verfolgung durch die Gestapo 1939 zu ihrem Sohn nach Holland. Nach dem Krieg ging sie im Oktober 1946 zu ihrem zweiten Sohn nach Sao Paulo (Brasilien) und kehrte im Juni 1947 zurück in die Niederlande nach Nijmegen zurück.

## Schriften
- Fernambuk und Anderes. Genossenschaftsbuchhandlung, Zürich 1930. (Mikrofiche-Ausgabe: ISBN 3-628-11304-0).

## Ehrungen
- In Graz ist der Martha-Tausk-Park nach ihr benannt.[5]